# Landhuis Rozenhof

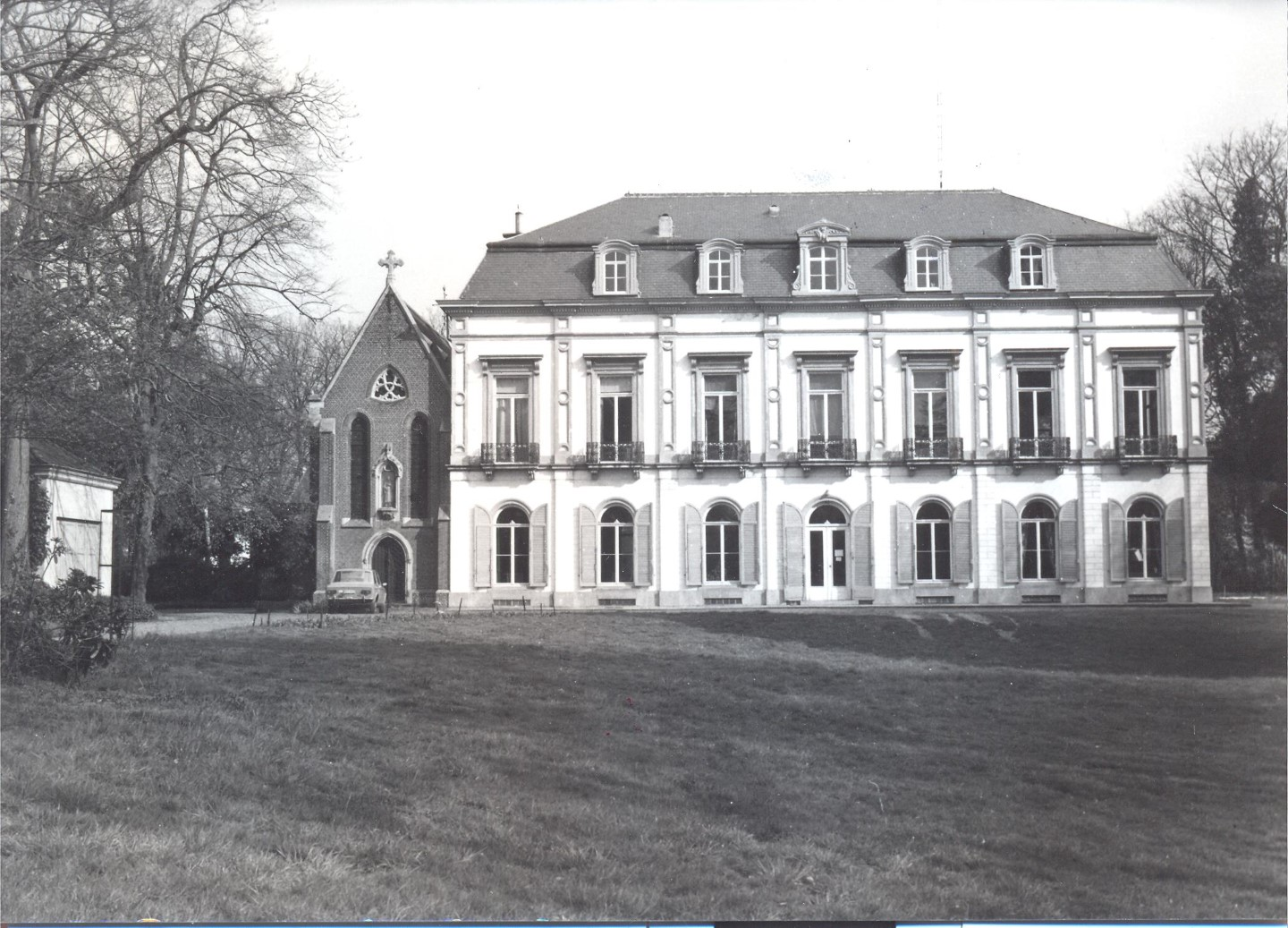
Landhuis Rozenhof

Het Landhuis Rozenhof (ook: Kasteel De Rozerie) is een kasteelachtig landhuis in de Oost-Vlaamse plaats Aalst, gelegen aan de Brusselse Steenweg 75.
Dit landhuis werd gebouwd in 1865 in neoclassicistische stijl. Naast het huis bevindt zich een neogotische kapel die werd ontworpen door Jean-Baptiste Bethune. Achter het huis ligt nog een complex van dienstgebouwen.
Het geheel is gelegen in een park.